# Kamienica przy ulicy Kalwaryjskiej 79 w Krakowie
Kamienica przy ulicy Kalwaryjskiej 79 – zabytkowa kamienica znajdująca się w Krakowie, w dzielnicy XIII przy ulicy Kalwaryjskiej, w Podgórzu.
Kamienica została wzniesiona w latach 1890–1893, według projektu architekta Józefa Taborskiego.  W 1938 roku budynek został nadbudowany o drugie oraz trzecie piętro według projektu Jakuba Stendiga.
1 czerwca 1992 kamienica została wpisana do rejestru zabytków. Znajduje się także w gminnej ewidencji zabytków.